# Лас-Терренас
Лас-Терренас (исп. Las Terrenas) — курортный город в провинции Самана в Доминиканской Республике на полуострове Самана, центр одноимённого муниципалитета.

## О городе
В начале XVII века Лас-Терренас — это небольшая рыбацкая деревня.
Название деревни произошло от французского слова «la terriene» (помещик/арендодатель).
С вводом в эксплуатацию новой платной автомобильной магистрали между столицей Санто-Доминго и провинцией Самана, люди приезжают в этот город каждую неделю. Время движения из столицы Доминиканской Республики до Лас Терренаса всего 2 часа. Кроме того, недалеко от города находится новый аэропорт «El Catey», который открыт для международных рейсов и в основном используется для авиа перелётов с Канадой и Европой.
По результатам последней переписи 2002 года численность населения города — 13 869 человек, из них: мужчин — 6985, женщин — 6884.

## Экономика
Основные отрасли хозяйственной деятельностью муниципалитета: туризм, торговля и сельское хозяйство.

## Пляжи
Пляжи Лас-Терренаса: Bonita, Colibri, Coson, El Portillo, Las Ballenas, Punta Popi, Privada.